# Mandeu
Mandeu is een bestuurslaag in het regentschap Belu van de provincie Oost-Nusa Tenggara, Indonesië. Mandeu telt 2394 inwoners (volkstelling 2010).